# Supercopa de España de Baloncesto 2007
La Supercopa de España de Baloncesto 2007 fue la 4.ª edición del torneo desde que está organizada por la ACB y la 8.ª desde su fundación. Fue una competición de baloncesto, ganada por el Tau Cerámica, que se disputó entre los días 28 y 29 de septiembre del año 2007, entre cuatro equipos pertenecientes a la Liga ACB. Estos equipos fueron el Bilbao Basket, invitado a la competición como equipo local, el Real Madrid, que se ganó su derecho a jugar como campeón de la Liga ACB 2006-07, el AXA FC Barcelona, como campeón de la Copa del Rey de baloncesto 2007, y el TAU Cerámica, que acudió como tercer clasificado en la Liga ACB 2006-07 y como el equipo con mejor coeficiente en las competiciones nacionales e internacionales. La competición se jugó en el Bizkaia Arena de Baracaldo.
El Barcelona había sido el primer ganador de la competición que se había iniciado en el año 2004 y en las siguientes ediciones el ganador había sido el TAU Cerámica. En las semifinales, el TAU Cerámica venció al Real Madrid y el Iubertia Bilbao Basket al AXA FC Barcelona. El campeón fue el TAU Cerámica que se impuso en la final al Iubertia Bilbao Basket por 85 a 73.

## Celebración

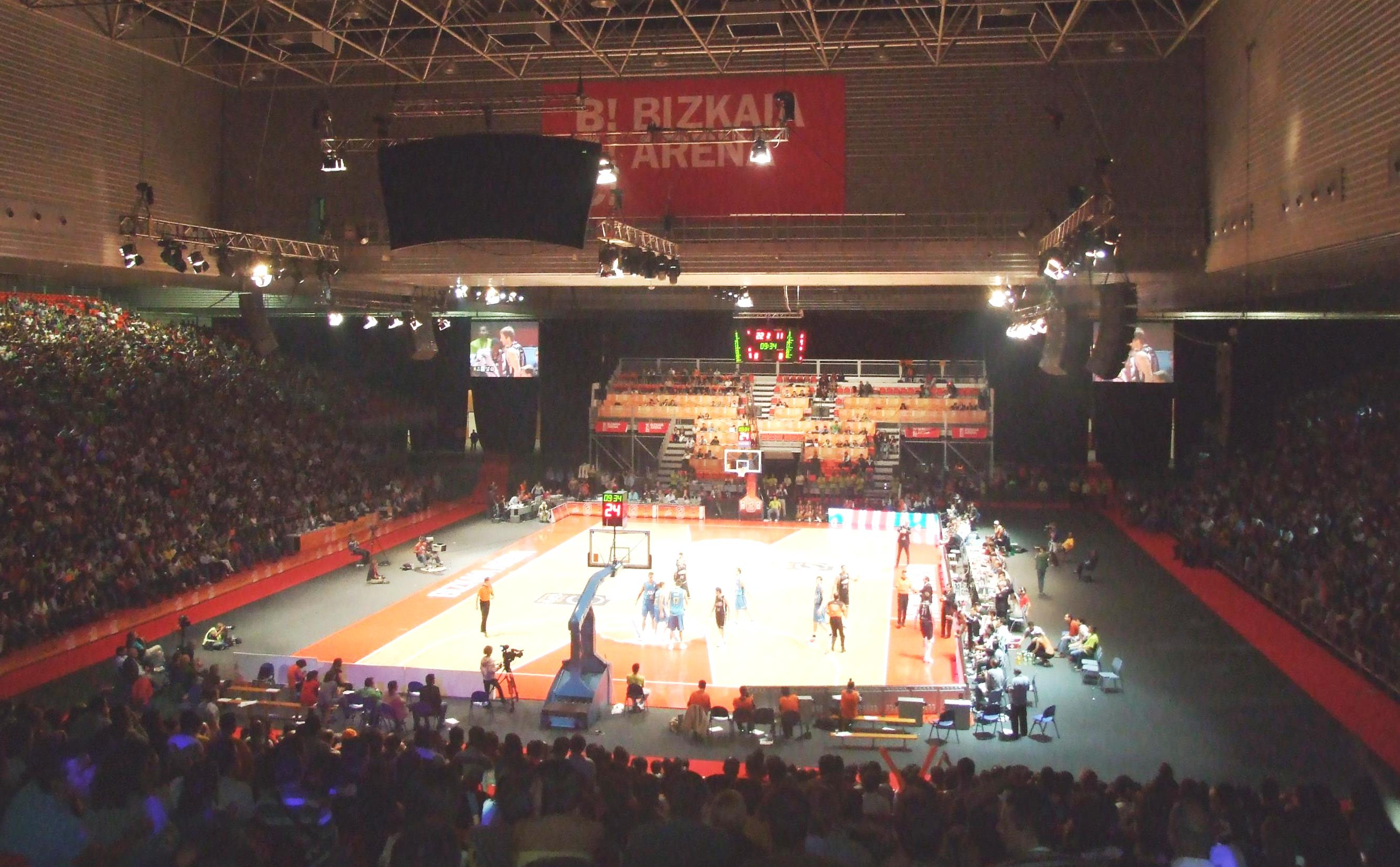
Bizkaia Arena durante la Supercopa 2007

El 21 de mayo de 2007 se dio a conocer que Baracaldo (Vizcaya) sería el lugar de celebración de la Supercopa de España de Baloncesto 2007. El evento tuvo lugar en el Bilbao Exhibition Centre (BEC), donde disputa sus partidos el Iubertia Bilbao Basket. El recinto ya había albergado partidos de la Liga ACB, como el encuentro que disputaron Lagun Aro y TAU, en el que se registró un máximo histórico de asistencia a un encuentro liguero con 15 414 espectadores.
La organización fue asumida conjuntamente por ACB, el Ayuntamiento de Bilbao y la Diputación de Vizcaya y permitió a la primera evaluar la capacidad organizativa de la sede y las características del BEC para la celebración de la Copa del Rey de baloncesto 2009 o 2010.

## Semifinales
Las semifinales de la Supercopa de España se celebraron el 28 de septiembre de 2007 y enfrentaron al Bilbao Basket con el AXA FC Barcelona y al Real Madrid con el TAU Cerámica.
El primer partido de la tarde enfrentó al Real Madrid y al TAU Cerámica. El encuentro venía precedido de una fuerte polémica debido al pasaporte de Will McDonald. La liga ACB permitió jugar a McDonald debido a que al estar casado con una española el jugador no debe ocupar la plaza de extracomunitario pero la FEB pensaba lo contrario, aunque envió una carta otorgándole el permiso al entender que el torneo no es oficial.
Fue un encuentro que sólo se decidió en los últimos minutos. El TAU, entrenado por Neven Spahija, llegó a estar 11 puntos por debajo en el segundo cuarto (39-28), siete en el tercero (57-50), seis en el último periodo (67-61) e incluso estaba a falta de cuatro puntos cuando restaban 3 minutos (73-69), pero Pablo Prigioni guio bien a su equipo anotando 18 puntos. Además también destacaron Planinic que estuvo muy bien en la primera parte, Tiago Splitter determinante en la segunda y James Singleton. En el Real Madrid, entrenado por Joan Plaza, Louis Bullock tuvo un gran papel con una aportación de 27 puntos pero las técnicas a Felipe Reyes, y un triple de Teletovic llegando al final dieron al TAU Cerámica la victoria. El resultado fue de 82-83.
En la otra semifinal el Bilbao Basket se impuso claramente a un AXA Barcelona que se vio sorprendido por los hombres de Txus Vidorreta. Al comienzo del partido el Bilbao Basket se adelantó con un 18-4 en el marcador, pero un parcial de 0-14 del AXA Barcelona igualó el partido. Los catalanes comenzaron a dominar el encuentro (24-25) después de un gran mate del croata, Mario Kasun y sin Marcelinho en la cancha el Bilbao no anotaba. Sin embargo, dos triples de Huertas y Quincy Lewis volvieron a adelantar al Bilbao (34-27), distancia que mantuvo hasta el descanso (38-29, min. 20) y después del mismo (51-43. min. 28). El Bilbao no se rindió y siempre mantuvo una renta favorable, como muestra el resultado en el tercer período, 58-49.
Los más destacados del partido fueron Marcelinho Huertas que jugó una gran primera parte, Fred Weis que dominó todo el encuentro bajo tableros, Javier Salgado y Martin Rancik. Por el AXA Barcelona, entrenado por Duško Ivanović, el más destacado fue el esloveno Jaka Lakovič, además de jugar un buen partido Pepe Sánchez y Mario Kasun. Finalmente el partido acabó en 74-67.

## Concurso de triples

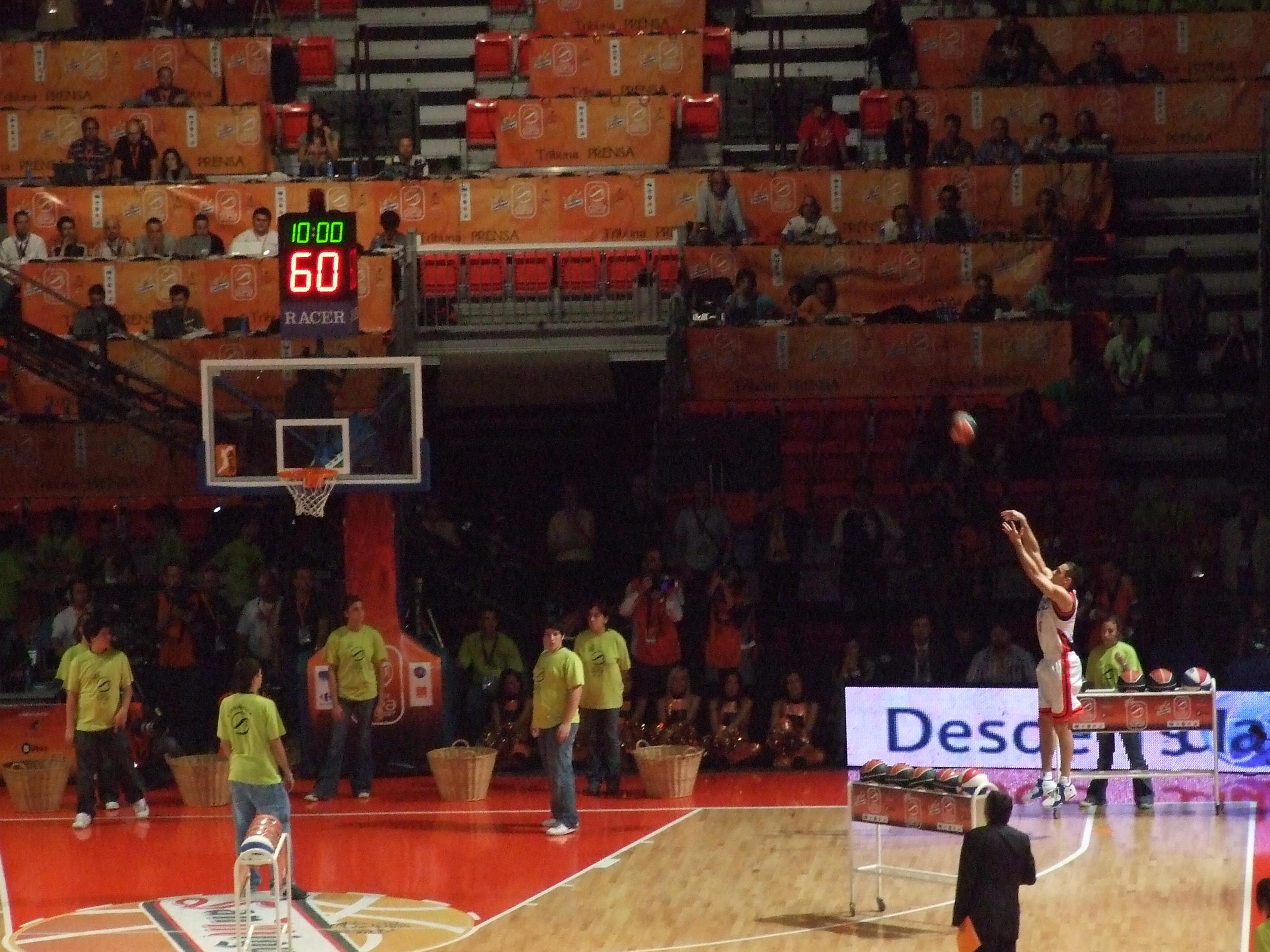
Rakocevic durante el concurso de triples

El día 29 de septiembre tuvo lugar momentos antes de la final de la Supercopa, el concurso de triples que enfrentó a ocho jugadores de la Liga ACB.
La primera eliminatoria enfrentó al anterior campeón, Louis Bullock, ante Luke Recker resultando ganador el primero por 23 puntos a 12. La segunda eliminatoria enfrentó a Igor Rakočević contra Jorge García y ganó el primero al desempate 13-9 después de anotar ambos 19 puntos. El siguiente enfrentamiento fue entre Juan A. Espil y Shammond Williams, y ganó el segundo por 18 a 23 puntos. Por último se enfrentaron Jaka Lakovič ante Carles Marco siendo el ganador el segundo en el desempate, 11 a 8, después de terminar igualados a 18 puntos.
Las semifinales enfrentaron a Rakocevic ante Williams y a Bullock ante Marco. Williams era el favorito después de conseguir 23 puntos en la ronda anterior, pero en esta ocasión erró muchos tiros y perdió por 19 puntos a 16. Bullock por su parte mantuvo el mismo nivel que en la ronda anterior, y en esta ocasión anotó incluso más que en la primera fase, 26 puntos por los 21 de Marco.
La final por tanto enfrentó al campeón del año anterior, Bullock, contra Rakocevic que finalmente se impuso por 19 puntos a 17 al fallar Bullock sus últimos tres lanzamientos.

## Concurso de mates
En el concurso de mates participaron Javier Vega, James Singleton y Víctor Claver. Para el primer mate, Vega realizó un sencillo mate después de varios intentos, obteniendo 40 puntos. Por su parte, tanto Singleton como Claver consiguieron 45,5 puntos. En el segundo intento Vega obtuvo una puntuación más alta con un mate más complicado, 43,5. Singleton aumentó un poco la dificultad para conseguir un 48,5 pero Claver logró un mate más original al recoger un sombrero con la mano izquierda mientras machacaba a aro pasado con la derecha que le dio 50 puntos.
El título se decidió en la última ronda, en la que Vega consiguió 41,5 puntos. Singleton realizó un gran mate en el que su compañero de equipo Teletovic lanzó el balón al canto del tablero, tras lo que el estadounidense recogió el balón muy arriba machacando contundentemente, su puntuación fue de 52,5 (10,5 por juez). Sin embargo, Claver realizó un gran último mate, lanzó de espaldas el balón, giró y recogió el balón muy arriba machacando con fuerza. La puntuación final fue la misma que Singleton, 52,5.
Después del empate, el reglamento decía que la siguiente puntuación con mayor valor sería la que dictaminara el ganador. De esta forma Claver, que había conseguido una mayor puntuación en su segunda mejor acción, se proclamó campeón del concurso de mates 2007.

## Final

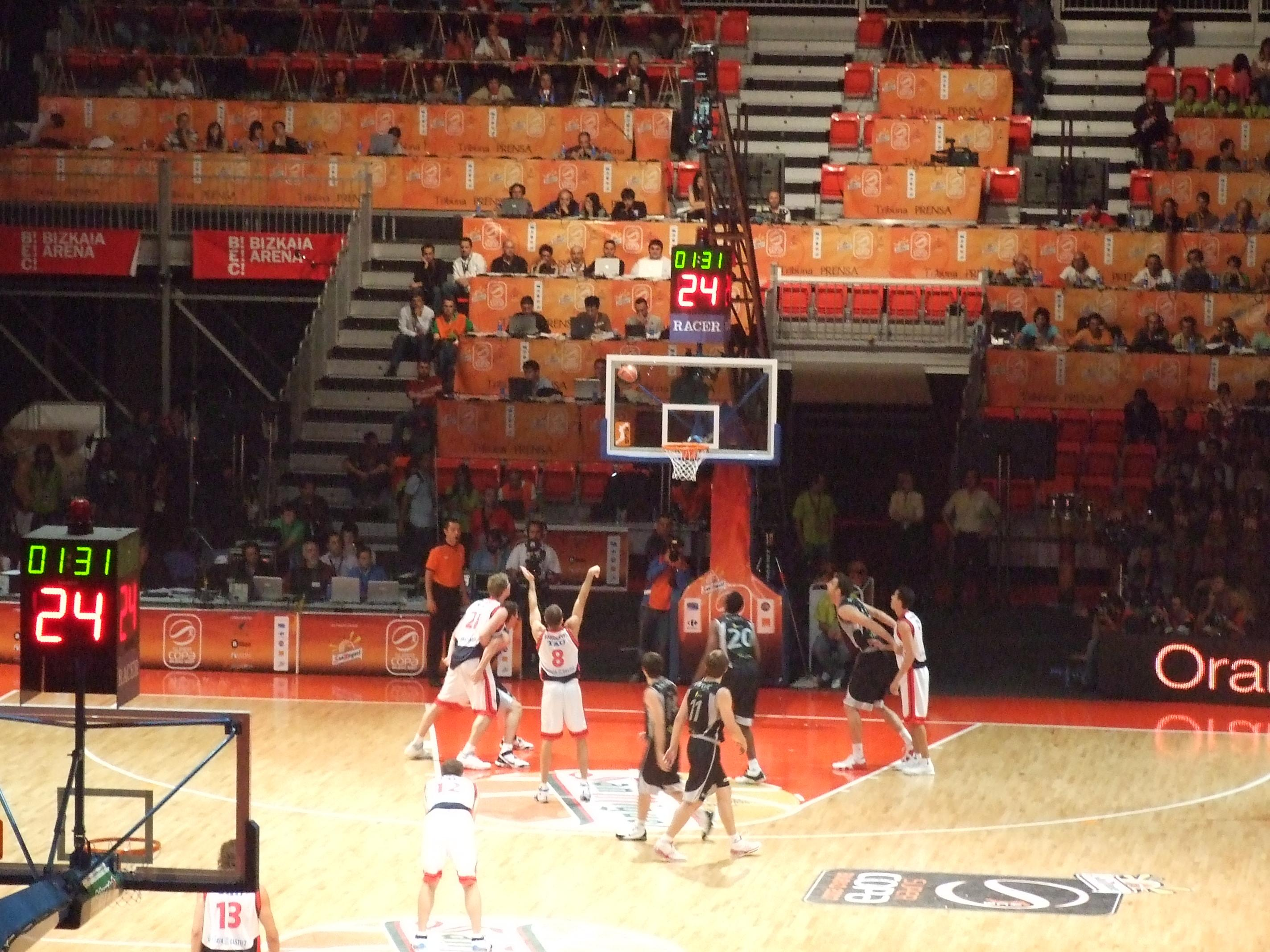
Momento del encuentro entre el Bilbao Basket y el TAU Cerámica

La final de la Supercopa tuvo lugar el 29 de septiembre de 2007 entre dos equipos vascos, el Bilbao Basket y el TAU Cerámica. El partido comenzó a las 19:30 y nada más darse el comienzo se lesionó Recker para el Bilbao Basket. En el primer cuarto el TAU jugó bien gracias a Jasaitis y Rakocevic y terminaron el primer cuarto con un triple de Prigioni para terminar 19-24, a su favor.
En el segundo cuarto, el Bilbao Basket cometió varios errores defensivos y entre Splitter y Jasaitis consiguieron llevar la ventaja hasta 37-50 en el descanso. Rakocevic seguía teniendo un gran acierto y dos faltas antideportivas de Weis y de Lewis dieron al TAU aún más ventaja, la máxima con 18 puntos arriba, 46-64. Debido a la dureza de la falta de Lewis, resultó lesionado James Singleton que tuvo que salir del campo ayudado por dos compañeros mientras que previamente se había lesionado Recker para el Bilbao. Así llegaron al último cuarto con 56-68, donde Drago Pasalić animó al Bilbao Basket aunque no fue suficiente. Marcelinho Huertas y Paco Vázquez también lo intentaron pero el TAU se mostró fuerte y terminó venciendo por 73-85. Spahija consiguió su primer título en España después de hacerlo en Croacia, Eslovenia, Lituania e Israel.
| Campeón Supercopa 2007 |
| ---------------------- |
| TAU Cerámica           |

### Estadísticas
| N.º  | Jugador         | Min   | Pts | T2    | T3   | T1    | Reb | Ass | Rec | Per | Tap | Per | Val  |
| ---- | --------------- | ----- | --- | ----- | ---- | ----- | --- | --- | --- | --- | --- | --- | ---- |
| 4    | Huertas, M.     | 27:24 | 18  | 5/8   | 2/5  | 2/3   | 3   | 1   | 0   | 0   | 0   | 4   | 15   |
| 5    | López, Xavi     | 1:52  | 2   | 1/1   | 0/1  | 0/0   | 0   | 0   | 0   | 0   | 0   | 0   | (-1) |
| 9    | Recker, Luke    | 1:19  | 0   | 0/0   | 0/0  | 0/0   | 1   | 0   | 0   | 1   | 0   | 1   | 1    |
| 11   | Savovic, P.     | 18:45 | 4   | 1/4   | 0/1  | 2/2   | 3   | 0   | 0   | 0   | 0   | 3   | 3    |
| 13   | Banic, Marko    | 28:28 | 12  | 5/7   | 0/0  | 2/2   | 5   | 0   | 0   | 5   | 0   | 1   | 7    |
| 14   | Salgado, Javier | 23:52 | 11  | 1/2   | 3/6  | 0/0   | 2   | 4   | 0   | 1   | 0   | 1   | 12   |
| 15   | Weis, Frederic  | 16:13 | 2   | 1/2   | 0/0  | 0/0   | 4   | 0   | 1   | 1   | 0   | 1   | 5    |
| 19   | Vázquez, Paco   | 27:28 | 8   | 1/3   | 2/7  | 0/0   | 3   | 2   | 0   | 1   | 0   | 1   | 5    |
| 20   | Lewis, Quincy   | 23:13 | 8   | 0/2   | 2/4  | 2/2   | 5   | 2   | 0   | 1   | 0   | 1   | 6    |
| 21   | Rancik, Martin  | 18:50 | 4   | 0/4   | 0/1  | 4/4   | 4   | 0   | 1   | 1   | 0   | 4   | 3    |
| 24   | Pasalic, Drago  | 12:36 | 4   | 2/3   | 0/1  | 0/0   | 6   | 0   | 0   | 1   | 1   | 0   | 5    |
|      | Equipo          | 200   | 73  | 17/37 | 9/26 | 12/13 | 36  | 9   | 2   | 12  | 1   | 17  | 60   |
| Ent. | Vidorreta, Txus |       |     | 46%   | 35%  | 92%   |     |     |     |     |     |     |      |

| N.º  | Jugador         | Min   | Pts | T2    | T3    | T1    | Reb  | Ass | Rec | Per | Tap | Per | Val  |
| ---- | --------------- | ----- | --- | ----- | ----- | ----- | ---- | --- | --- | --- | --- | --- | ---- |
| 5    | Prigioni, Pablo | 33:42 | 12  | 3/6   | 1/4   | 3/4   | 1    | 7   | 4   | 3   | 0   | 5   | 16   |
| 8    | Rakocevic, Igor | 32:41 | 23  | 2/7   | 4/6   | 7/10  | 1    | 3   | 1   | 1   | 0   | 5   | 20   |
| 10   | Planinic, Z.    | 29:37 | 14  | 4/7   | 0/2   | 6/8   | 4    | 1   | 0   | 2   | 1   | 6   | 15   |
| 11   | Fernández, J.   | 1:10  | 1   | 0/0   | 0/0   | 1/2   | 0    | 0   | 0   | 0   | 0   | 0   | (-1) |
| 12   | Teletovic, M.   | 21:1  | 6   | 0/0   | 2/4   | 0/0   | 3    | 0   | 0   | 0   | 1   | 0   | 4    |
| 13   | Jasaitis, S.    | 29:25 | 13  | 2/2   | 3/7   | 0/0   | 4    | 0   | 0   | 0   | 0   | 1   | 12   |
| 15   | Singleton, J.   | 14:45 | 0   | 0/0   | 0/1   | 0/0   | 3    | 1   | 0   | 1   | 0   | 3   | 5    |
| 21   | Splitter, Tiago | 37:39 | 16  | 7/10  | 0/0   | 2/2   | 7    | 2   | 1   | 1   | 2   | 4   | 24   |
|      | Equipo          | 200   | 85  | 18/32 | 10/24 | 19/26 | 23+5 | 14  | 6+1 | 8   | 4   | 24  | 101  |
| Ent. | Spahija, N.     |       |     | 56%   | 42%   | 73%   |      |     |     |     |     |     |      |

## MVP
Al finalizar el partido, la organización otorgó el premio MVP a Tiago Splitter del TAU Cerámica como el jugador con más crédito Barclays. El pívot brasileño condenó al que fue su equipo cuando militaba en LEB-2 y LEB con dieciséis puntos, siete rebotes, una recuperación, dos asistencias, dos tapones y cuatro faltas recibidas. Su valoración final fue de veinticuatro puntos, con los que obtuvo el premio.
Splitter lleva cuatro años en la liga ACB y en la Supercopa ha sido el ganador del MVP en las dos últimas ocasiones.